# Cryptandra alpina
Cryptandra alpina är en brakvedsväxtart som beskrevs av Joseph Dalton Hooker. Cryptandra alpina ingår i släktet Cryptandra och familjen brakvedsväxter. Inga underarter finns listade i Catalogue of Life.